# You Like Me Too Much
You Like Me Too Much is een nummer dat in 1965 werd uitgebracht door de Britse popgroep The Beatles. Het nummer verscheen in het Verenigd Koninkrijk op het album Help! en in de Verenigde Staten op Beatles VI. Het nummer werd geschreven door gitarist George Harrison.

## Achtergrond
Vanaf hun eerste album probeerden The Beatles ervoor te zorgen dat ook Ringo Starr en George Harrison een nummer konden zingen op de nieuwe lp. De productiefste schrijvers van de band, John Lennon en Paul McCartney, gaven daarom af en toe een nummer aan Starr of Harrison, dat zij dan mochten zingen. Zo kreeg Harrison bijvoorbeeld de kans om Do You Want to Know a Secret te zingen op Please Please Me. De nummers die Lennon en McCartney voor anderen schreven, waren echter niet hun beste nummers. Om niet afhankelijk te zijn van materiaal van Lennon en McCartney ging Harrison daarom zijn eigen nummers schrijven. Zo verscheen op het tweede album van The Beatles, With the Beatles, het door Harrison geschreven Don't Bother Me.
Voor Help! schreef Harrison twee nummers: I Need You en You Like Me Too Much. Hoewel het nummer niet een van de meest memorabele nummers op Help! is, past het nummer wat betreft compositie, instrumentatie en thematiek goed bij de overige nummers van dat album. Net als twee andere nummers op Help! wordt in het nummer gebruikgemaakt van een Hohner-pianet, een elektrische piano. Opvallend is de liedtekst van het nummer, waarin Harrison laat zien dat hij een minder romantische kijk op de liefde had dan bijvoorbeeld McCartney. In de tekst verwijst Harrison naar een relatie waarbij man en vrouw bij elkaar blijven, ondanks dat beiden niet meer van elkaar houden.
In februari 1965 begonnen The Beatles aan de opnamen van Help!, hun tweede speelfilm. Harrisons You Like Me Too Much werd daarbij door The Beatles aan regisseur Richard Lester voorgelegd als een mogelijk geschikt nummer voor de soundtrack van de film. Het nummer werd echter niet in de film gebruikt door Lester.

## Opnamen
You Like Me Too Much werd door The Beatles opgenomen op 17 februari 1965 tijdens een vier uur durende sessie in de Abbey Road Studios in Londen. The Beatles hadden acht takes nodig om het lied naar tevredenheid op te nemen. Net als op The Night Before, dat eerder die dag werd opgenomen, speelde Lennon elektrische piano tijdens de opname. McCartney en producer George Martin speelden het intro van het nummer op een Steinway vleugel. Beiden speelden dezelfde noten (maar in een andere octaaf) gelijktijdig, waarbij de één de toetsen aan de linkerzijde en de ander de toetsen aan de rechterzijde van de vleugel gebruikte.

## Release
Omdat platenmaatschappij Capitol de gewoonte had om nieuwe nummers van The Beatles achter te houden, werd You Like Me Too Much in de Verenigde Staten eerder uitgebracht dan in het Verenigd Koninkrijk. Het nummer werd in de VS op 14 juni 1965 uitgebracht op het album Beatles VI. Dit album bevatte naast de nummers van het Britse Help!-album die niet in de gelijknamige film te zien waren, ook nummers die afkomstig waren van Beatles for Sale. In het Verenigd Koninkrijk verscheen het nummer op 6 augustus daarentegen wel op Help!.

## Credits
- George Harrison – zang, leadgitaar
- John Lennon – akoestische gitaar, elektrische piano
- Paul McCartney – basgitaar, piano
- Ringo Starr – drums, tamboerijn
- George Martin - piano